# 四山鏡

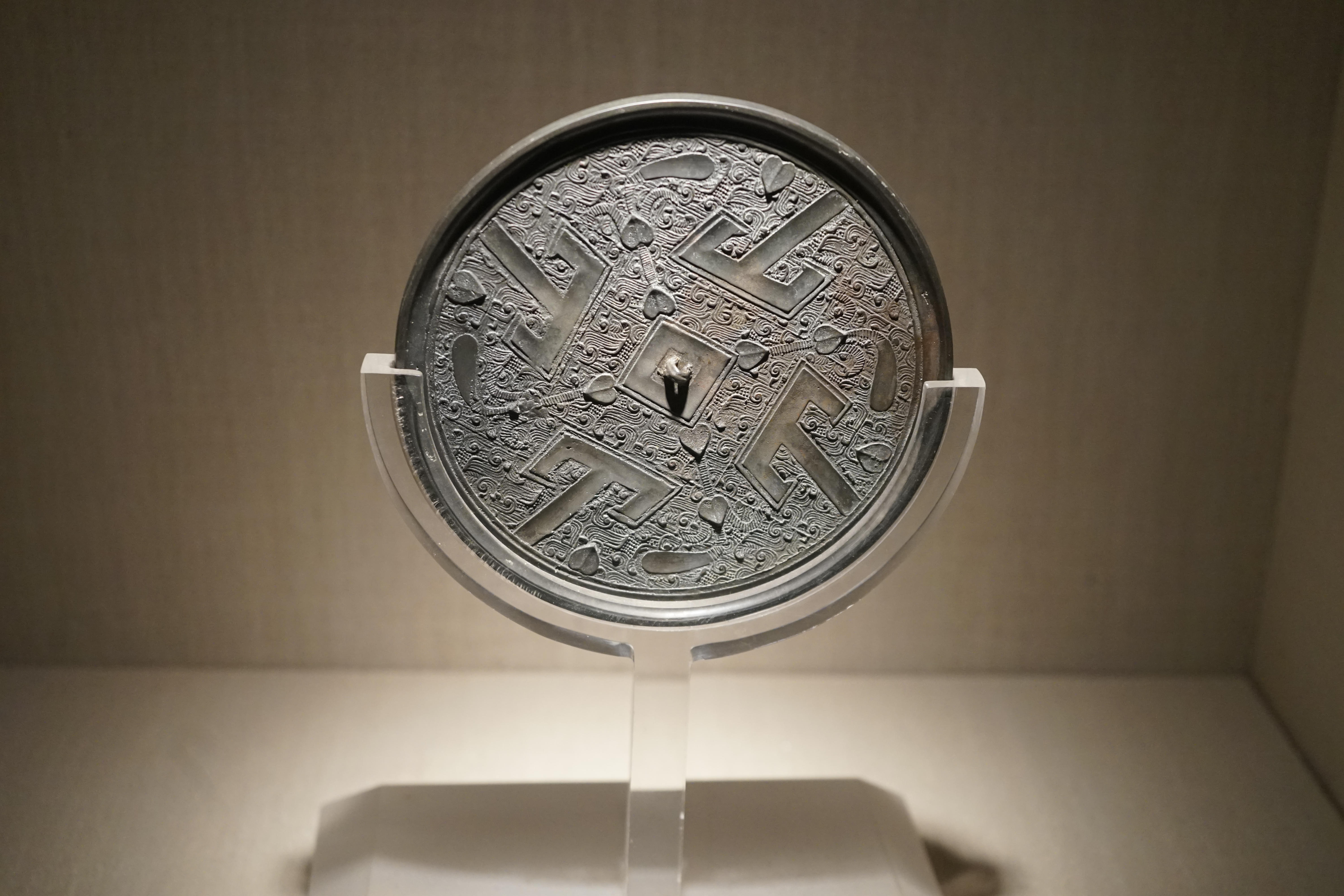
1976年在中國湖北省鄂州市東郊鄂城出土的戰國時代四山鏡

四山鏡，是中國戰國時代的一種鏡子，多見於中國南方地區。以湖南出土的四山鏡數目較多。

## 歷史
在中國戰國時代，山字形鏡之中較常見的是四山鏡。另外還有三山、五山、六山等銅鏡類型。以山字形為銅鏡的主題紋飾含義有不同的說法：有學者認為山字表示靜止養息之意；另外也有部分學者認為山字是青銅器上勾連雷紋的變形。論及尺寸，不同的著作對四山鏡都有梳關的描述。例如據日本著名學者梅原末治所著的《漢以前的古鏡的研究》（圖版第八）所記錄，一面紋飾與中國四山鏡相類似的鏡子直徑有一尺長。而孔祥星、劉一曼《中國銅鏡圖典》在轉錄該面四山鏡資料時就說它的直徑達33厘米，是構圖最華麗的四山鏡。
湖南長沙楚墓出土過多件山字紋鏡，其中紋飾相似的四山鏡直徑達17.2厘米，與前述文獻的描述存在差別。其中刻上繁複華麗紋飾、超過22厘米以上的大型四山鏡的直徑若較為罕見。

## 形狀紋飾
四山鏡直徑一般為227毫米，呈圓形。另外亦為三弦鈕，方格鈕座，刻有羽狀地紋。在地紋之上，四個山字形紋飾作右旋排列，山字形的網底與方格四邊平行。而方格中點和四角上以及與之相對應的靠鏡緣一側共伸出16條花瓣紋。而方格四角外側的花瓣紋兩側有末端向下勾捲的花葉紋。至於頂端則向右側伸出一條長葉紋，綯紋帶將16條花瓣紋相連：一組將方格中點的花瓣紋與方格四角外側的花瓣紋相連；另一組將方格四角上的花瓣紋與山字紋左上方的花瓣紋相連，從而構成兩組相互交錯四葉瓣圖案。戰國時期的楚國最主要流行的是山字紋的鏡子，即「楚式鏡」。因為這是當時常見的鏡子紋飾。

## 外部連結
- 香港大專學生社會服務隊 區仕美〈青銅鏡〉（页面存档备份，存于）
- 異形四山鏡貌（页面存档备份，存于）
- 戰國五山紋銅鏡[永久]